# Канюков, Пётр Иванович
Пётр Иванович Канюков (1897—1946) — генерал-майор Советской Армии, участник Великой Отечественной войны.

## Биография
Пётр Канюков родился 26 декабря 1897 года в селе Белоево (ныне — Кудымкарский район Пермского края).
Закончил 4 класса Белоевской школы.
12 мая 1915 год был принят на военную службу в царскую армию.
После октябрьской революции поступил на службу в РККА.
Перед началом Великой Отечественной войны окончил военную академию.
В годы Великой Отечественной войны Канюков служил в Генеральном штабе Рабоче-крестьянской Красной Армии, возглавлял Управление миномётных частей. 2 мая 1945 года ему было присвоено звание генерал-майора артиллерии.

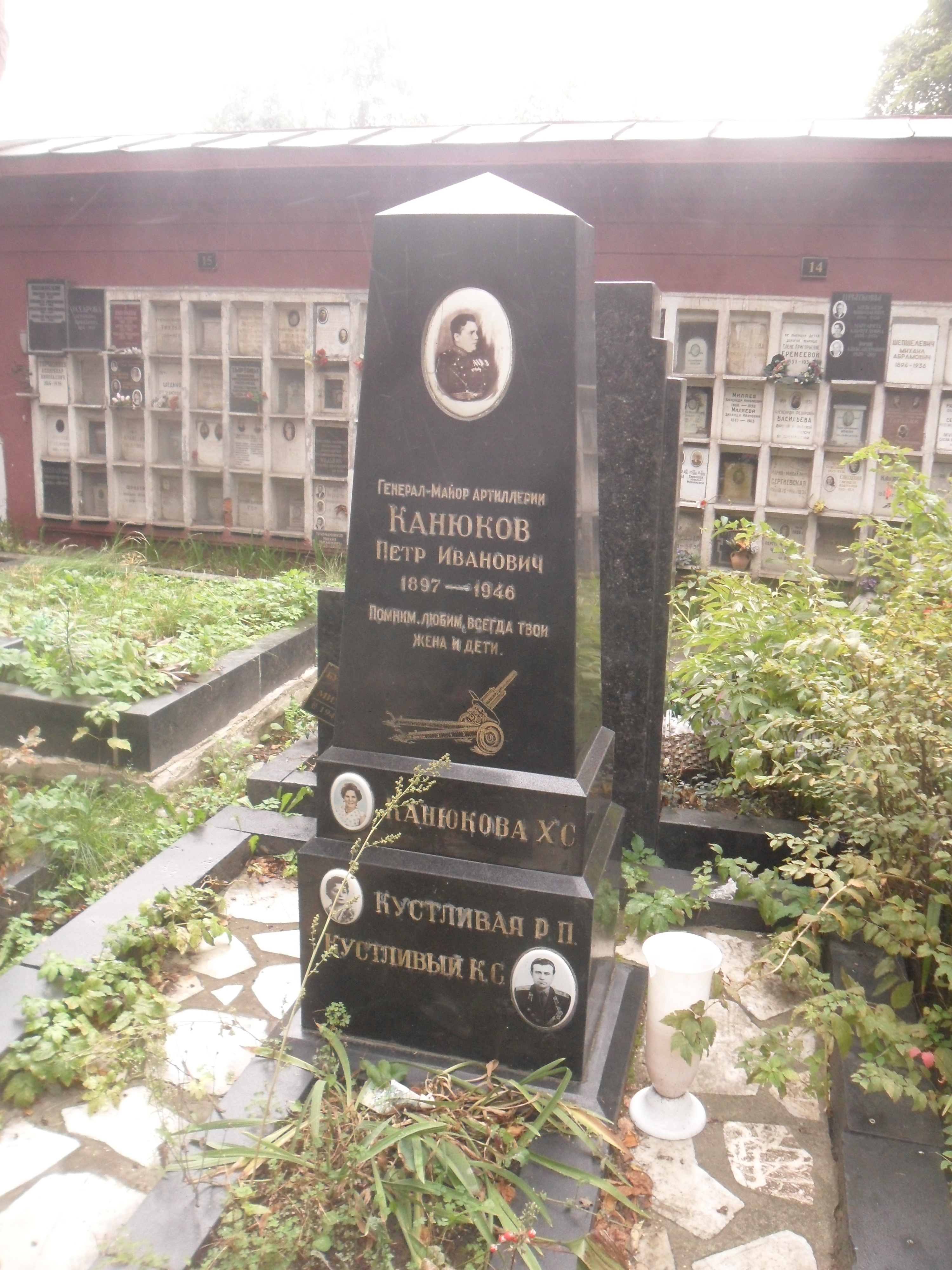
Могила Канюкова на Новодевичьем кладбище Москвы.

Скончался в 1946 году, похоронен на Новодевичьем кладбище Москвы.
Был награждён орденом Ленина, двумя орденами Красного Знамени, орденом Красной Звезды и рядом медалей.